# Малые Черкасы
Малые Черкасы — деревня в Смоленском районе Смоленской области России. Входит в состав Лоинского сельского поселения. Население — 1 житель (2007 год). 
Расположена в западной части области в 40 км к северо-западу от Смоленска, в 9 км юго-западнее автодороги Р133 Смоленск — Невель, на берегу реки Лойна. В 15 км южнее деревни расположена железнодорожная станция Поселковая на линии Смоленск — Витебск. 

## История
В годы Великой Отечественной войны деревня была оккупирована гитлеровскими войсками в июле 1941 года, освобождена в сентябре 1943 года. 